# Immortals (canção)
"Immortals" é um Single da banda americana, Fall Out Boy lançada em 14 de outubro de 2014, sendo gravada pela Walt Disney Records para o filme de 2014 da Walt Disney Animation Studios "Big Hero 6". Também sendo o penúltimo do álbum American Beauty/American Psycho.

## Composição
A Disney pediu à banda que escrevesse e apresentasse a música para a sequência do filme, na qual a equipe do Big Hero 6 é transformada de um grupo de indivíduos super inteligentes para uma banda de heróis de alta tecnologia. "Fomos à Disney e nos encontramos com os diretores", lembrou o baixista Pete Wentz. "Eles nos explicaram a história. Era uma loucura o quanto ela se alinhava com a maneira como nossa banda via o mundo".
O vocalista Patrick Stump disse que o título da música foi inspirado "pela ideia desse garoto se aproximando de seu irmão. Suas vitórias não são exclusivamente suas, então o fato de todas essas pessoas se unirem para ajudá-lo a chegar ao linha de chegada é realmente emocionante ".
Em 15 de dezembro, quando o próximo álbum da American Beauty/American Psycho (2015) foi disponibilizado para pré-encomenda, "Immortals" também foi incluído na faixa 10. Em 12 de janeiro de 2015, as seis músicas ainda não lançadas da álbum, incluindo "Immortals", foram disponibilizados para transmissão no YouTube. A banda brincou: "de acordo com o Baymax, esta é sua música favorita no disco".

## Vídeo musical
Um videoclipe foi lançado com a música, representando os quatro membros da banda caminhando até uma jukebox e escolhendo tocar o single. O disco de vinil tocando a música é branco e mostra o rosto de Baymax de Big Hero 6.
Um segundo videoclipe da versão do álbum da banda "Immortals" foi lançado em 24 de dezembro de 2014, composto por cenas tiradas de Big Hero 6, entrelaçadas com Fall Out Boy tocando ao vivo. Foi lançado no 10º dia de "12 Days of FOB", um evento durante o qual a banda publicou vídeos, fotos ou letras exclusivas.